# Holly Pond
Holly Pond é uma cidade  localizada no estado americano do Alabama, no Condado de Cullman.

## Demografia
Segundo o censo americano de 2000, a sua população era de 645 habitantes.
Em 2006, foi estimada uma população de 714, um aumento de 69 (10.7%).

## Geografia
De acordo com o United States Census Bureau, a localidade tem uma área de 8,9 km², sem área coberta por água. Holly Pond localiza-se a aproximadamente 269 m acima do nível do mar.

## Localidades na vizinhança
O diagrama seguinte representa as localidades num raio de 24 km ao redor de Holly Pond.